# Lleuda
La lleuda era un impost que gravava l'entrada de mercaderies a les ciutats i viles on hi havia mercat. De vegades rebia unes altres denominacions (peatge, portatge, barra, teloni),i d'altres vegades era relacionada amb altres exaccions, com el passatge, la reva i l'hostalatge. En el fons, tots aquest drets formaven part d'un mateix sistema impositiu, que gravava l'entrada de mercaderies per tarifa fixa i no pas ad valorem, con els delmes. La referència més antiga coneguda a Catalunya és el precepte adreçat pel rei Odó al bisbe de Vic. Gotmar, el 889, pel qual donà a la catedral el terç del teloni dels mercats de Vic i Manresa, que posteriorment (957) fou donat pel bisbe Guadamir a la canònica, donació confirmada pel bisbe Oliba el 1038. D'ençà del segle xiii, es redactaren llistes de productes amb l'impost que calia pagar en concepte de lleuda per cadascun d'ells. Podem destacar la llista d'aranzels de la lleuda de Barcelona (any 1221), la del port de Tamarit (1243), la de Cotlliure (1249), la de Perpinyà (de mitjan segle xiii), la de Tortosa (1252), la de Cambrils (1258), etc. També es cobraven lleudes a Girona, a Vilafranca del Penedès, al Pla de Barcelona, etc. La lleuda era una de les principals entrades que rebia el monarca en relació amb els diferents llocs del patrimoni reial.
Generalment era arrendada, molt sovint a mercaders del lloc, cada any o cada dos anys.
Durant la segona meitat del segle xiv, i sobretot al llarg del XV, la lleuda, tarifada dos segles abans, anà perdent importància, substituïda per les noves imposicions anomenades generalitats o drets del general, que s'anaven imposant a mesura que les diputacions del general del Principat de Catalunya i el Regne de València anaren prenent caràcter permanent. La guerra civil catalana (1462-72) acabà de donar el cop mortal a les lleudes, que, bé que subsistiren en la quantia i la forma tradicionals, almenys en teoria, restaren com uns arbitris locals.